# Terry Taylor
Terry Taylor, né le 23 septembre 1999 à Bowling Green dans le Kentucky, est un joueur américain de basket-ball évoluant au poste d'ailier voire d'ailier fort. Il mesure 1,93 m.

## Biographie

### Université
Il évolue quatre saisons pour les Governors d'Austin Peay (en).
Ayant terminé son cursus universitaire, il est automatiquement éligible à la draft NBA 2021. Il n'est pas sélectionné.

### Carrière professionnelle

#### Pacers de l'Indiana (2021-février 2023)
Bien que non drafté et après 11 matchs à l'étage inférieur, il signe, en décembre 2021, un contrat two-way en faveur des Pacers de l'Indiana. Son contrat est converti en contrat standard le 6 avril 2022. Il est coupé le 10 février 2023.

#### Bulls de Chicago (février 2023-avril 2024)
En février 2023, les Bulls de Chicago signent un contrat two-way avec Taylor.
En août 2023, son contrat two-way est converti en un contrat standard. Il est coupé début avril 2024.

## Distinctions personnelles

### Universitaires
- 2× OVC Player of the Year (2020, 2021)
- 4× First-team All-OVC (2018–2021)
- OVC Freshman of the Year (2018)

## Statistiques

### Professionnelles

#### Saison régulière
| Saison    | Équipe   | Matchs | Titul. | Min./m | % Tir | % 3pts | % LF | Rbds/m. | Pass/m. | Int/m. | Ctr/m. | Pts/m. |
| --------- | -------- | ------ | ------ | ------ | ----- | ------ | ---- | ------- | ------- | ------ | ------ | ------ |
| 2021-2022 | Indiana  | 33     | 7      | 21,6   | 61,4  | 31,6   | 70,6 | 5,20    | 1,20    | 0,40   | 0,20   | 9,60   |
| Carrière  | Carrière | 33     | 7      | 21,6   | 61,4  | 31,6   | 70,6 | 5,20    | 1,20    | 0,40   | 0,20   | 9,60   |